# North Portal
North Portal est un village situé dans la province canadienne de la Saskatchewan à la frontière avec les États-Unis en face de Portal au Dakota du Nord. Il fait partie de la division de recensement (en) No 1 (en) et de la municipalité rurale de Coalfields No 4. Il est traversé par l'autoroute 39. Le poste frontalier est considéré comme le principal point d'entrée vers et depuis les États-Unis en Saskatchewan.

## Démographie
| 2001 | 2006 | 2011 | 2016 |
| ---- | ---- | ---- | ---- |
| 136  | 123  | 143  | 115  |